# Bustier
Bustier (av franskans buste, "överkropp") är ett korsettliv, en modern utveckling av snörlivet från 1700-talet. En bustier är figurformande för att lyfta bysten och hålla in midjan. Den förekommer från 1947, och då oftast utan axelband och midjekort. Det har dock blivit vanligt att en bustier har både axelband och strumpeband, ibland avtagbara.
Bustiern tillverkas i olika material, till exempel satin. Icke sällan pryder vackra spetsdekorationer kuporna och den nedre kanten. Bustiern företer ett tydligt släktskap med korsetten och korseletten samt torsoletten.

## Bildgalleri

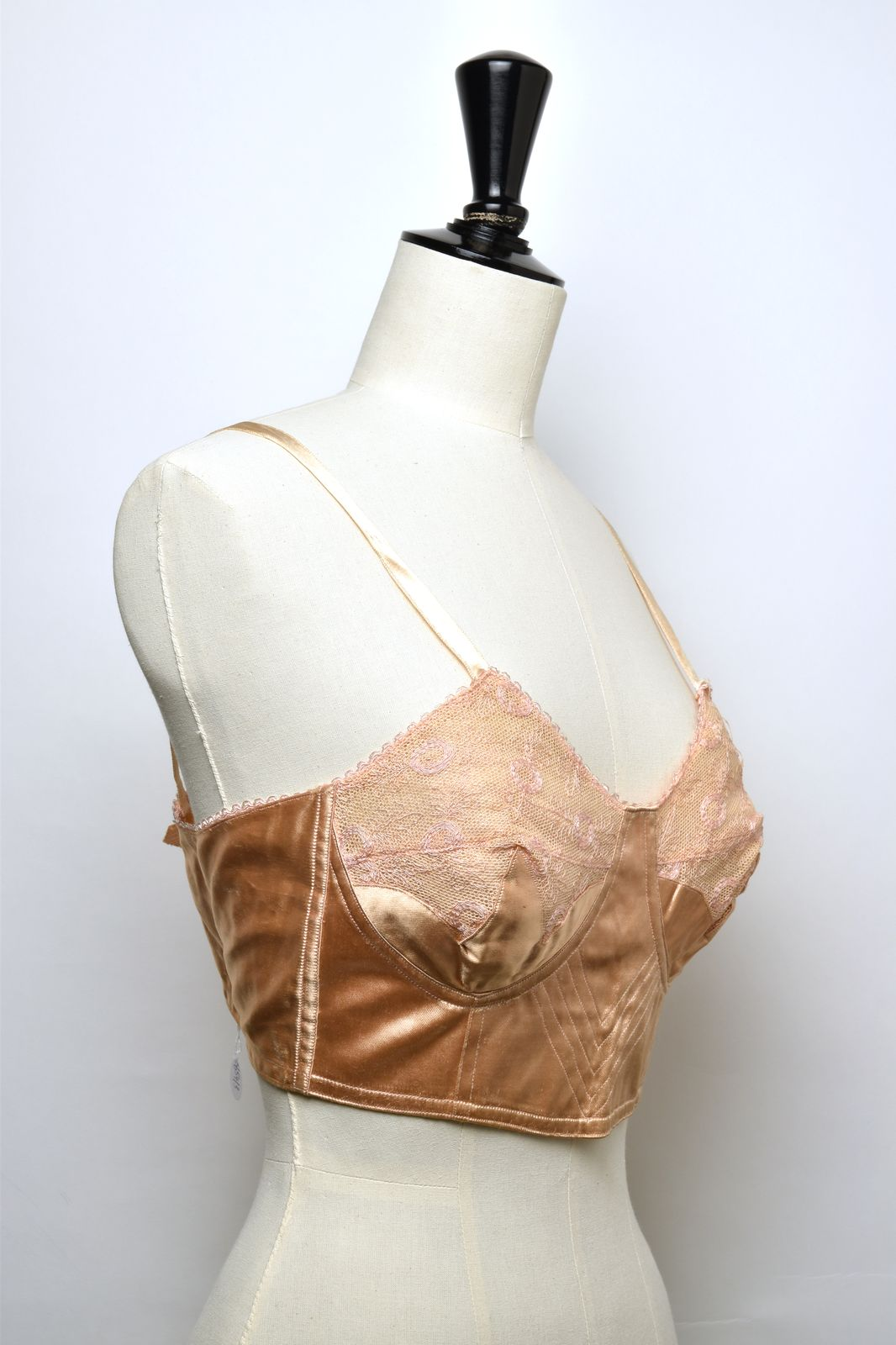
Bustier i satin.
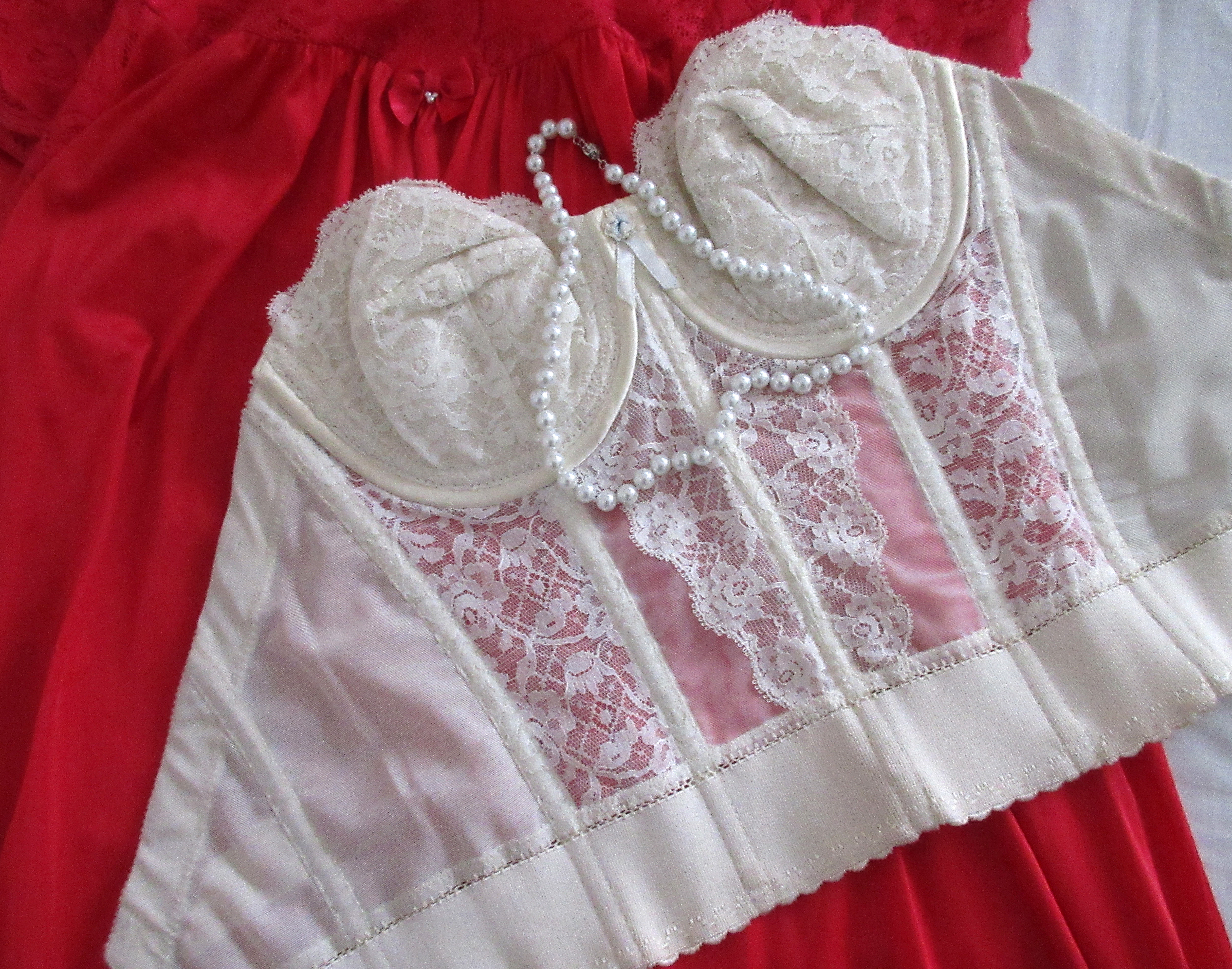
Vit bustier.